# Beuvry
Beuvry es una comuna francesa situada en el departamento de Paso de Calais, en la región de Alta Francia.

## Demografía
| 7749 | 7907 | 8147 | 8840 | 8744 | 9175 | 9164 |
| Para los censos de 1962 a 1999 la población legal corresponde a la población sin duplicidades (Fuente: INSEE [Consultar]) |      |      |      |      |      |      |